# Nikola Dogan
Nikola Dogan (Hrtkovci, 2. siječnja 1944. – Osijek, 22. rujna 2007.), hrvatski teolog, katolički svećenik, visoki crkveni dužnosnik. Bio je generalni vikar tada Đakovačke i Srijemske biskupije, kanonik i prvi dekan Katoličkog bogoslovnog fakulteta u Đakovu, kanonik Stolnoga kaptola.

## Životopis
Rodio se 2. siječnja 1944. godine u srijemskome selu Hrtkovcima, od oca Josipa i majke Lucije r. Štimac. Osnovnu je završio u Hrtkovcima, a srednju u Biskupijskoj gimnaziji u Đakovu. Vojnu obvezu u JNA odslužio nakon srednje. Vrativši se nastavio je filozofsko-teološki studij na Visokoj bogoslovnoj školi. Studij je nastavio u Rimu, a poslao ga je tamo biskup đakovački i srijemski Stjepan Bäuerlein. Ondje je bio pitomac u Papinskom zavodu Germanicum et Hungaricum. Te iste 1967. upisao je redovni studij filozofije na papinskom sveučilištu Gregoriani. Dovršivši studij 1969. godine bakalaureatom, upisao je jeseni te godine teološki studij. 1972. je odslušao prvi ciklus predavanja. 29. lipnja 1972. u Đakovu zaredio se za svećenika Đakovačke i Srijemske biskupije. Drugi stupanj studija, licencijat, odnosno magisterij upisao je na bogoslovnom fakultetu na Gregoriani nakon zaređenja. U dvije godine magistrirao je teologiju. Iste 1974. prijavio je doktorsku disertaciju, koju je uspješno dovršio i obranio pet godina poslije.
Vrativši se iz Rima biskup Ćiril Kos imenovao ga je iste godine profesorom fundamentalne teologije na Visokoj bogoslovnoj školi u Đakovu. Predavao je ove kolegije fundamentalne teologije u Đakovu: teološka epistemologija; znanost o religijama; teologija kršćanske Objave; ekleziologija, izborni predmet i seminar. 
Dugogodišnji profesor fundamentalne teologije na Teologiji u Đakovu i predavač na poslijediplomskom studiju KBF-a u Zagrebu.
1. listopada 1983. imenovao ga je kanonikom Stolnoga kaptola u Đakovu. 1999. godine dijecezanski biskup đakovački i srijemski mons. dr. Marin Srakić imenovao ga je generalnim vikarom za područje Đakovačke i Srijemske biskupije u Republici Hrvatskoj. Dužnost je obnašao do 2001. godine.
Pridonio crkvenoj glazbi. Vodio je pjevački zbor đakovačkih bogoslova te je mnogim generacijama budućih svećenika predavao crkveno pjevanje i svećeničku pjevačku službu od 1979. do 1996. godine. Od 1980. do 1989. godine bio je prefekt i profesor filozofije u Biskupskoj gimnaziji. Papa Ivan Pavao II. 2000. godine imenovao ga je kapelanom Njegove Svetosti, odnosno monsinjorom.
Predavao je povijest religija na bivšem Pedagoškom fakultetu u Osijeku. Od 1993. bio je prvim glavnim i odgovornim urednikom teološkog časopisa Diacovensia – Teološki prilozi. Bio je glavni i odgovorni urednik Vjesnika Đakovačke i Srijemske biskupije (1994. – 1990).
Kad je Teologija u Đakovu uzdignuta na razinu fakulteta, Dogan je postao prvi dekan. Imenovao ga je pročelnik Kongregacije za katolički odgoj kardinal Zenon Grocholewski, na prijedlog biskupa mons. dr. Marina Srakića.
Po Doganu se zove Zaklada "Dr. Nikola Dogan" koja djeluje na području Đakovačko-osječke nadbiskupije i Srijemske biskupije. Oporučno je ostavio svoja sredstva za učenike i studente u potrebi. Bio je prvi prinositelj te Zaklade. Danas tu Zakladu pomažu svi ljudi dobra srca, kao i oni koji su se uključili u projekt “Jedan novčić – zalog za našu budućnost”.
Bio je član Međunarodnog društva za katoličku teologiju, član Vijeća za nauk vjere pri Hrvatskoj biskupskoj konferenciji u Zagrebu; član Prezbiterskog vijeća Đakovačke i Srijemske biskupije te Zbora savjetnika.
Umro je u Osijeku u subotu, 22. rujna 2007. u bolnici. Misa je bila u katedrali-bazilici Sv. Petra u Đakovu u srijedu, 26. rujna. Molitvu je kod odra predvodio mons. Stjepan Karalić, kanonik (veliki prepošt). Nazočili su đakovački i srijemski biskupi, dr. Marin Srakić i dr. Đuro Hranić i dr. Ukopne obrede i misu zadušnicu predvodio je biskup Srakić, a koncelebrirali su generalni tajnik Hrvatske biskupske konferencije mons. Vjekoslav Huzjak, pomoćni biskupi đakovački i srijemski, dr. Đuro Grašparović i dr. Đuro Hranić te dr.

## Djela
Objavio je članke s područja fundamentalne teologije u časopisima Vjesnik Đakovačke i Srijemske biskupije, Bogoslovskoj smotri, Crkvi u svijetu i zbornicima. Napisao knjigu "U potrazi za Bogom. Kršćanin u postmodernom vremenu", objavljenu 2003.

## Citati
- "Ma na koji način i ma u kojem vremenu i uvjetima, naša potraga za Bogom nije drugo do li potraga za samom ljubavlju. I u tome se krije tajna."[3]

## Vanjske poveznice
- CROSBI Nikola Dogan
- Direktno.hr  Arhivirana inačica izvorne stranice od 18. listopada 2018. (Wayback Machine) Otvoren natječaj Nadbiskupijske zaklade 'Dr. Nikola Dogan'